# 中国中央电视台国防军事频道
中国中央电视台国防军事频道（CCTV-7）是中央广播电视总台（中国中央电视台）拥有的一条以普通话广播的免费电视频道，该频道以军事相关节目为主，北京时间2019年8月1日早上7时开播。

## 历史

### 起源
中国中央电视台军事节目的历史可追溯到1958年：这一年的8月1日和8月14日，还在试播的北京电视台（中国中央电视台前身）分别播出了《军人讲话》和《解放军简报》节目。
1964年，北京电视台开办了《解放军生活》栏目，不定期播出，内容主要是北京电视台记者采拍的新闻和电影厂拍摄的新闻纪录片。1965年，经中央军委批准，北京电视台成立了军事组，设专职军事记者。
1979年2月，经中华人民共和国国务院批准，中国中央电视台军事组正式列入中国人民解放军序列，实行中国人民解放军总政治部和中央广播事业局双重领导；军事组的工作人员重新入伍，全由现役军人充任。12月，中国中央电视台军事组改称中国中央电视台军事部。原军事组归新闻部领导，央视成立新闻中心后军事部归新闻中心领导。
1980年2月15日，《人民子弟兵》节目在中央电视台第一套节目开播，这是央视乃至中国大陆第一个常态化军事电视节目。1991年12月26日，《军事天地》栏目创办。

### 合办频道时期
1995年11月30日，中国中央电视台少儿·军事·农业·科技频道作为加密卫星电视频道开播，由央视、农业部（现农业农村部）、解放军三方合办。1996年4月11日，根据中央军委命令，央视原军事部、八一电影制片厂原新闻纪录片部和总政电教中心3家单位合并组建成为解放军电视宣传中心（现为中国人民解放军新闻传播中心广播电视部，对外称呼为“中央电视台军事节目中心”，以中央电视台军事节目、CCTV-7军事节目名义对外播出）担负起宣传党中央和中央军委决策指示、报道军委总部首长重要活动、报道国防和军队建设重大事件、普及国防知识和国防交通4项重大任务。之后科教及少儿节目先后撤出CCTV-7并改为专业频道，三条频道之后也改为开路卫星电视频道，而军事节目仍在CCTV-7占据一席之地。
1997年5月5日，中央电视台少儿·军事·农业·科技频道通过亚太卫星向全国开路播出，至此中国各地不用解码器均可接收该频道。同年12月，为适应央视栏目改版和节目改革要求，解放军电视宣传中心决定在《军事新闻》栏目的基础上，整合、打造晚间黄金时段的半小时龙头栏目，定名为《军事报道》，于1998年1月1日首播。
1999年1月17日，解放军电视宣传中心对中央电视台少儿·军事·农业·科技频道的军事节目部分栏目再次进行调整，同年5月1日，经过改版后的军事节目陆续与观众见面。
2005年12月9日，承制中央电视台少儿·军事·农业频道军事节目的解放军电视宣传中心大楼正式竣工启用。
2008年11月1日，除《军事报道》栏目外，解放军电视宣传中心开始直接在非线性编辑系统中生成数字文件，传输台网络后技审入库，实现文件数字化播出，标志着中央电视台少儿·军事·农业频道的军事节目播出手段告别磁带化历史，进入数字化时代。
2009年9月，为适应央视整合新闻资源的要求，央视原新闻中心军事部和解放军电视宣传中心军事新闻部组成央视新闻中心军事新闻部，接受央视新闻中心和解放军电视宣传中心双重领导，负责包括CCTV-1和CCTV-7等在内的全台军事新闻节目的采编工作。同年，解放军电视宣传中心技术部组织搭建中心6层第4演播室，即三讯道高清全红外虚拟演播室系统，2010年年初投入使用。
2011年1月1日，中央电视台军事·农业频道的军事栏目全面改版，按照升级、创新、储备、合并的思路，重点办好11个栏目；升级10个栏目，改造1个栏目（原《和平年代·周末开讲》独立为《讲武堂》栏目），储备两个栏目（《说句心里话》《军事周刊》），合并两个栏目（《人民子弟兵》并入《军事纪实》，《军情连连看》并入《防务新观察》）。同年1月3日，中央电视台军事·农业频道的军事节目播出时间相对集中，由原来分散在全天12个时段，横向不连通、纵向不成块，整合成上午段、下午段、晚黄金和晚间4个横向贯通、纵向支撑的节目带；同时，全新的军事节目包装体系、推介系统同步推出。
2012年7月27日，解放军电视宣传中心召开高清制播升级协调会，全面启动高清直播升级方案。CCTV-7的军事节目各栏目（不含《军事报道》）将于8月1日开始使用高清设备进行节目制播。根据央视统一部署，解放军电视宣传中心在当年9月24日前完成与央视新台址的高清数字化对接，取消传统的标清磁带节目递交方式，改为高清数字化文件传输或高清蓝光盘的方式进行节目播出。
2013年2月22日，解放军电视宣传中心到央视新址文件化送播测试成功，实现了中心与央视节目的文件化送播从物理链路到网络送播。同年2月25日起，中央电视台军事·农业频道正式在央视新址播出。
2014年1月1日起，中央电视台军事·农业频道高清版通过中星6A上星播出，实现高标清同播。同年5月26日，中央电视台军事·农业频道《军事报道》栏目实现文件直播方式安全播出，这是军事节目历史上首次实现新闻直播，标志着解放军电视宣传中心新闻制作播出水平跃上一个新台阶。
2015年1月1日起，中央电视台军事·农业频道的军事节目更换新的包装。新包装通过新的颜色设计、logo演绎、频道形象宣传片和频道特色ID等元素重新诠释了“观军事，知天下”这一主题。凸显了军事节目的鲜明特色，展现了中国军人的自豪感和使命感；为此，解放军电视宣传中心还特地邀请了解放军军乐团创作员王和声以极具军队特色的冲锋号声为基础，专门为频道主题ID创作了频道标识音。
另外，中数传媒于2006年5月8日开播了CCTV-国防军事频道。该频道为数字付费频道，主要面向国防军事爱好者，以传播国防知识为主，较少关注军人生活。该频道于2019年8月1日更名为兵器科技频道。

### 专门频道时期
2012年3月中国全国“两会”期间，时任全国政协委员、前军旅歌手郁钧剑等人联名提案，建议开设专门的国防军事频道或军事电视台。
2019年6月，中国網路社交平台出现CCTV-7即将被拆分的传闻。有记者向央视工作人员确认，并得到证实；多份公开文件也证实了此事。另外，重新组建成立的中央广播电视总台军事节目中心，属于总台直属事业单位编制，中心以原中央人民广播电台军事宣传中心为基础，从新闻中心和中文国际频道抽调部分精干人员组建，该中心已经于2019年11月9日正式成立。原隶属解放军建制的中央电视台军事节目中心制作的节目，如《防务新观察》的落款改为中国人民解放军新闻传播中心和中央电视台。7月26日下午，央视在北京梅地亚中心召开发布会，正式宣布CCTV-7国防军事频道于北京时间同年8月1日（中国人民解放军建军92周年）早上7时开播。
2019年7月31日，中国中央电视台国防军事频道的高标清版本测试信号上星，试播节目来自央视其它频道，使用中星6B上单独的转发器，次日7:00正式开播，首个节目为该频道的开播特别节目。原CCTV-7军事·农业频道于8月1日（星期四）凌晨收台后变为CCTV-17农业农村频道。
2019年10月1日，国防军事频道与综合、中文国际、新闻、农业农村等频道并机直播国庆70周年特别报道、阅兵式、群众游行与联欢晚会；2019年10月18日，该频道与其他多个频道参与并机直播武汉世界军人运动会开幕式，之后在赛期内该频道还在下午时段转播和播出该赛事一部分比赛项目的直播及录像。
2020年4月4日清明节全国哀悼日期间，该频道取消原定所有节目，与央视所有频道全天并机播出《朝闻天下》、《新闻直播间/战疫情清明特别节目》、《新闻30分》、《共同关注》、《新闻联播》、《焦点访谈》、《东方时空》、《新闻调查》和《24小时》等（使用新闻频道播出信号）。
2020年9月24日0:00，CCTV-7的高清版本卫星信号改为加密播出，标清版仍维持清流播出。

## 节目
中央电视台国防军事频道将设置26档自办栏目，包括了军事资讯、军事热点专题片、纪录片、文艺文化类节目等。作为全新开播的专业频道，国防军事频道将更加突出权威性、专业性和丰富性，“努力以全新的形象吸引更多的观众”。《军事报道》、《军事纪实》、《防务新观察》、《讲武堂》等原CCTV-7的品牌军事栏目得以保留，但停止製作《軍旅人生》（舊稱和平年代）、《军旅文化·大视野》、《百战经典》及《中國武警》，同时新增多档新闻及专题节目，另外还将与中国中央电视台综合频道、新闻频道併机直播《新闻联播》。
中央电视台国防军事频道製播下列节目：

| - 《国防军事早报》 - 《正午国防军事》 - 《军事报道》 - 《世界战史》 - 《防务新观察》 - 《兵器面面观》 - 《第二战场》 - 《五星剧场》 - 《今天我当“兵”》 - 《軍營大拜年》 - 《军事科技》 - 《军迷行天下》 - 《老兵你好》 - 《军营的味道》 | - 《国防科工》（現已停播） - 《礪劍》 - 《讲武堂》 - 《军事纪录》 - 《军事制高点》（現已停播） - 《军事纪实》 - 《军武零距离》 - 《谁是终极英雄》（現已停播） - 《国防故事》 - 《國防微視頻》 - 《戰旗》 - 《强军路上》（2021年中國人民解放軍建軍紀念日特別節目） - 《強軍一席話》 | - 《改革時刻》 - 《强军故事会》 - 《旌旗猎猎》 - 《你的名字》 - 《做“四有”新时代革命军人》 - 《青春與青春對話》 - 《鍛造雄師向復興》 - 《追光》 - 《英雄回家》 - 《逐夢》 - 《最可愛的人》 - 《鴨綠江的來信》 - 《中華好兒女》 - 《课本里的英雄》 | - 《军民情——走进双拥模范城》 - 《荣誉解码》 - 《軍迷之眼》 - 《i國防》 - 《長空飛虎》 - 《淬火》 - 《穿越蘑菇云的人》 - 《航程二万五千里》 - 《天地英雄氣》 - 《時光軍史館》 |